# Karchu Khan
Karchu Khan o Qarchu Khan (830 circa) è stato un condottiero mongolo.
Fu Khan dei Mongoli e diretto progenitore della stirpe reale di Gengis Khan.

## Vita
Fu un Khan dei Mongoli. Di lui poco è noto.
Era figlio di Sam Sochi Khan e nipote di Yeke Nidun Khan.

## Discendenze
Il primo dei suoi figli fu Borjigidai padre di Torokoljin Bayan (poi padre di Debun Khan). Tra i suoi discendenti diretti c'e', oltre a Gengis Khan, anche Tamerlano.